# Gustaf Adolf Holmberg
Gustaf Adolf Holmberg, född 6 november 1892 i Stockholm, död 4 maj 1975, var en svensk verkställande direktör. 
Holmberg, som var son till svarvarmästare Carl Holmberg och Emma Zegerström, studerade vid Frans Schartaus Handelsinstitut 1917. Han var korrespondent vid Persbergs gruvkontor 1917–1918, avdelningschef inom Kooperativa Förbundet 1919–1936 och verkställande direktör för Sveriges slakteriförbund 1937–1958.
Holmberg var sedan 1945 gift med Gunnel Nyblom-Holmberg.